# 阿母河等処行尚書省
阿母河等処行尚書省（アムがわとうしょ-こうしょうしょしょう）は、モンゴル帝国によって設置されたイランの統治機関。「阿母河」とはアム・ダリヤ（アム河）のことであり、日本語書籍ではアム河行省とも表記される。「阿母河等処行尚書省」という名称は第4代皇帝モンケの時期につけられたものであるが、モンゴルのイラン統治機関そのものは第2代皇帝オゴデイの時期から存在しており、これをモンゴル史研究者は便宜的に「（モンゴルの）イラン総督府」と呼称している。「イラン総督府（＝アム河行省）」はモンケより西アジア征服を命じられたフレグが到着するとその指揮下に入り、最終的にはフレグの建国したフレグ・ウルスに吸収・併合されることとなった。

## 概要

### イラン総督府設置に至るまで
1219年から1222年にかけてホラズムに侵攻したモンゴル軍は中央アジア及び西北イラン一帯を征服し、各地域にダルガチを置いて間接統治下に置いた。モンゴルの占領地の中でもイラン西北一帯（ホラーサーン州）はとりわけ被害が大きく治安も悪化していたため、モンゴルの統治もゆきとどなかった。そのためホラズムの残党が跳梁する余地を生み、オゴデイとトルイらの協議によってチョルマグン率いるタンマチ（辺境鎮戍軍）の派遣が決定され、このタンマチ軍の後方支援を行うよう命じられたのがチン・テムルであった。
チン・テムルは命を受けると1230年頃にホラズム州からホラーサーン州に入り、これに多数のホラズム人行政官が同行した。また、チン・テムルの下にはチンギス・カンの諸子がそれぞれ自らの代理人としてクル・ボラト、ノサル、ヒジル・ブカ、イェケらを派遣しており、彼らの帯同するビチクチ（書記官）がイラン統治の実務を担い、これらの人員がイラン総督府の原型を作り上げた。

### 初代総督チン・テムルの時期
ホラーサーンに到着しイランの統治を始めたチン・テムルらであったが、当時のイランの治安はかなり悪化しており、チョルマグンが設置したダルガチをジャラールッディーン・メングベルディーの配下の武将カラチャとヤガン・ソンコルが殺害するという事件が生じていた。これを聞いたオゴデイはインド方面に派遣していたタンマチの長官のダイル・バートルにイラン方面に移動するよう命じた。しかし、チン・テムルはダイルの到着以前に独力でカラチャらを討伐し、また部下のクル・ボラトをオゴデイの下に派遣してホラーサーン州の実情と自らの立場を主張させることとした。この時、チン・テムルはホラーサーン、マーザンダラン一帯の有力者も同行させたため、クル・ボラトを迎えたオゴデイは大いに喜んで「チョルマグンは出征以来、多くの国々を打従えたが,、未だ一人の国王も我等のもとに送ってこない。チン・テムルはその領域も狭く、資源も少いのに、このような忠勤を励んだ。彼を称讃する。ホラーサーンとマーザンダラーンの長官職を彼の名前で確認する。チョルマグン及び他の長官たちは干渉の手を引くように」と述べたという。 ここにおいて、初めてカラコルム中央政府の承認の下モンゴルのイラン統治期間（＝イラン総督府）が成立したといえる。
クル・ボラトによってイラン総督任命の勅令がもたらされると、チン・テムルはイラン総督府の整備を本格的に開始し、ホラズム官僚の代表者シャラフッディーン・ホラズミーを大ビチクチに、ホラーサーン官僚の代表者バハーウッディーンを財務庁の長官（サーヒブ・ディーワーン）に任じ、この2名が中心となってイラン統治は進められた。
チン・テムルによる統治機構の整備によって初めてイラン一帯においてモンゴル勢力による徴税が始まり、イランにおけるモンゴル人の立場は変化を始めた。ジュヴァイニーはチン・テムルの統治を評して「モンゴル人には当初黄金・宝石に対する関心はなかった。チン・テムルが権力を得るや、この貴人はその才能を顕現させて、彼等の心中に金銭を甘美なものとした」と述べている。チン・テムルはオゴデイの第2回クリルタイにあわせてウイグル人書記のクルクズをカラコルムに派遣し、クルクズはその雄弁さによってオゴデイから認められた。しかし、これらの使節団がホラーサーンに帰還する前にチン・テムルは病死してしまい、その後オゴデイの命によってジョチ家から出向していたノサルが第2代総督に任ぜられた。

### 第3代総督クルクズの時期
チン・テムルの死後、オゴデイの命によって第2代イラン総督に任じられたノサルであったが、当時相当の高齢であったノサルが統治に携わることはほとんどなく、同じくジョチ家から出向してきたクルクズがイラン統治を取り仕切るようになった。ノサルが総督に就任した頃、マリク・バハーウッディーンが訴訟のためにカラコルムのオゴデイの下を訪れていたが、イランに戻るにあたってクルクズのカラコルム召還命令を携えてきた。ノサルとクル・ボラトはクルクズの召還を喜ばなかったものの最終的には同意し、クルクズはマリク・バハーウッディーンらホラーサーンの有力者たちとともにカラコルムのオゴデイの下を訪れた。
カラコルムでは財務官僚ダーニシュマンド・ハージブがクルクズを罷免してチン・テムルの子のエドグ・テムルをその後継者とせんと画策していたが、一方でクルクズに好意的なチンカイが「ホラーサーンの有力者たちはクルクズを望んでいる」とオゴデイに助言していた。そこでオゴデイは再びクルクズをイランに派遣して人口調査を行わせ、 その仕事ぶりを見極めるた上で処遇を決める、と命令した。この勅令を受けたクルクズは急ぎイランに帰国するとオゴデイの仮の任命書をたてにノサル、クル・ボラトから実権を奪ってイラン経営に取り組んだ。この頃のクルクズの業績は 『世界征服者史』に「民の間に正義と公正を広げた……諸都市復興の希望が顕わとなった」と記されている。
一方、チン・テムルの死亡とクルクズの抜擢で不遇を囲っていた者たちがエドグ・テムルの下に集まり、オゴデイの下にトングズを派遣してクルクズを告発させた。また、チンカイの敵対派閥もこの動きに協力したため、改めてアルグン・アカ、クルバカ、シャムス・ウッディーンの3名がホラーサーンの実態調査のために派遣されることになった。この反対運動を知ったクルクズはバハーウッディーンを自らの代理として残して急ぎカラコルムを目指したが、道中でアルグンらと合流したクルクズはテムルチという使者をカラコルムに派遣して自らはイランに帰還した。この間、エドグ・テムル一派が官舎からクルクズ派の官僚を追い出し、さらにクルクズ派がそれを再奪還するなど混乱が続いたが、最終的にはカラコルム から戻ったテムルチが「関係者はカラコルムに出頭して裁定を受けよ」という オゴデイからの勅令をもたらした。カラコルムで行われた裁判でも容易に決着はつかなかったが、最終的にはオゴデイの命令によってクルクズの勝訴となり、クルクズは改めて総督任命の勅令を得た。
カラコルムでの裁判を終えたクルクズはバトゥの弟のタングトと面会してホラズム経由でイランに1239年の11月-12月頃に帰還し、バハーウッディーンらの歓迎を受けた。同時期にノサルは病死し、クル・ボラトも暗殺されたためもはやクルクズを遮る者はなく、クルクズはイラン総督府の拠点をトゥース市に移してイラン経営を再開した。また、この時オゴデイよりクルクズに与えられた勅令には「アム河(以西)、チョルマグンの軍が征服した全土を授ける」とあり、従来のホラーサーン、マーザンダラーン州に加えてイラン西部からアナトリア半島東部に至る広大な地域がイラン総督府の管轄下に入った。そこでクルクズは自らの息子たちをイラク、アッラーン、アゼルバイジャンに派遣して現地の統治を委ねている。
1241年、クルクズは再びカラコルムでオゴデイに面会すべくイランを発ったが、道中でクルクズはチャガタイの妃の近侍サルタクと口論になり、この一件を切っ掛けにチャガタイ家からクルクズは告発されるに至った。一方、クルクズの敵対派閥であったシャラフ・ウッディーンはこの頃アーザードヴァールで捕虜となっていたが、その妻によってもクルクズの告発がなされた。この2件の告発を理由にアルグン、クルバカが再びクルクズ逮捕のために派遣され、これに反発したクルクズはトゥースに立てこもって抵抗したが、最終的にはノサルの子のトバダイに捕らえられた。捕らえられたクルクズは裁判を受け、処刑された。

### 第4代総督アルグンの時期
クルクズが裁判によって処刑されると、アルグンはオゴデイ死後に国政を代行していたドレゲネによって新たなイラン総督に任じられた。1243年/1244年、イランに到着したアルグンは従来のイラン総督府の直轄地域であったホラーサーン、マーザンダランには代理人を残し、自らはアゼルバイジャン地方のタブリーズに赴いてイラン方面タンマチが開拓した新領土の統治に尽力した。アルグンの到着に対してルーム、シャーム、アレッポのスルタンたちは庇護を求め、アルグンは使者を派遣してこれらの要請に応えた。1246年にグユクの即位式が行われると、アルグンはイラン一帯の有力者を誘ってカラコルムに向い、最終的には多数の西方出身の有力者がグユクの即位式に参列することとなった。
グユクが西方親征のためにエルジギデイを派遣してルーム等の統治権を委ねると、それと同時にアルグンもイラク、アゼルバイジャン方面を委付された。この命令は、西方親征の実施にあたってアルグンが後方支援を司ることを念頭においた措置であったと考えられている。1247年、ナイマン部出身のモンケ・ボラトなる者がグユクの重臣で同じナイマン出身のカダク・ノヤンに取りいってアルグンを告発させるという事件が起こった。事態の深刻さを知ったアルグンは急ぎカラコルムに向ったが、道中のタラスでグユクの急死を知った。そこで会ったエルジギデイの要請でアルグンは再びイランに戻ることにしたが、グユクの急死によってイラン方面の統治は再び揺らぎつつあった。
1年後の1249年夏にアルグンは再びカラコルムに赴き、カラコルムでの裁判によって潔白が証明され、アルグンは勝訴を得た。しかし、帰路のアルマリクにてアルグンがチャガタイ・ウルス君主イェス・モンケと面会している時、今度はモンケが新たなカーンとして選ばれ、即位式が行われるとの情報がもたらされた。そこでアルグンは再びカラコルムに向かい、1252年5月2日に新皇帝モンケに面会したアルグンは改めてイラン総督の地位を承認された。また、イラン統治の現況確認と同時にヤラワチがトランスオクシアナで実施したコプチュル税をイランでも導入することも決められた。
また、アルグンのイラン総督任命について、『元史』は「阿児渾（アルグン）を以て阿母河等処行尚書省事に充て、法合魯丁（ファフルッディーン）・匿只馬丁（ナジュムッディーン）に之を佐しむ」と表現しているが、これをモンケ即位年（1251年）のこととするのは誤りで、アルグンのイラン総督就任は1252年のことである。なお、「行尚書省」という名称はモンゴルの行政機関を漢人官僚が一方的に名付けたものに過ぎず、中華王朝伝統の官僚機構とは全く関係が無い。
アルグンは1年以上カラコルムに滞在した後、1253年8月にイランに向って出発した。イランに到着したアルグンはモンケより得た勅令をたてに官僚から誓紙を提出させ、コプチュル税の導入準備を始めた。その後、1255年にはフレグ率いる西アジア遠征軍をキシュで迎えて共にアム河を渡り、これ以後イラン総督府はフレグの統制下に入ることとなった。しかし、1260年にモンケが急死し、カーンの地位を巡ってクビライとアリクブケの間で帝位継承戦争が勃発すると、フレグはイランの地で自立することを選んだ（フレグ・ウルスの建国）。フレグの統制下に入った時点で実質的には解散されたも同然のイラン総督府は、東方の燕京等処行尚書省が大元ウルスに吸収されたように、これ以後完全にフレグ・ウルスに吸収・併合されることとなった。

## 機構
イラン総督府は同時期に設立された華北（ヒタイ）総督府＝燕京等処行尚書省と同様の構成をしており、カーン（皇帝）から直接任命されるモンゴル人総督、現地採用の書記官僚、各王家から派遣されるビチクチたちなどの人材によって成り立っていた。
イラン総督府の長官の呼称についてペルシア語史料には記載がないため、日本のペルシア語研究者の間では便宜的に「イラン総督」と呼ばれている。ただし、イラン総督府と同等の機関たる燕京等処行尚書省の長官はイェケ・ジャルグチ（大ジャルグチ）が務めていたことが知られており、「イラン総督」も史料上に明記されていないが（イェケ・）ジャルグチであったのではないかと考えられている。イラン総督は概して「非イラン人で、出自は卑しいが、ウイグル文字に精通し、剛直・厳正で野心に満ちた人物」が選ばれており、これはこの頃のモンゴル帝国全体で共通する人材登用方針であった。

## 特徴
イラン総督府の大きな特徴は現地機関の申し出によって設置されたこと、そして現地官僚の側にカラコルム中央政府と繋がろうという意図が常にあった点にある。当初イラン総督府を運営したホラズム官僚はマー・ワラー・アンナフルに権益を持つ諸王家、特にジョチ家の意向を重視しており、一方ホラーサーンの現地官僚は諸王の収奪から逃れるためにイラン総督長官を支援してカラコルム中央政府と直接繋がろうとした。カラコルムのカーンの側でも諸王家が占領地行政に介入するのを排除しようとしていたため、ホラーサーン官僚側と思惑が合致し、諸王家と繋がるホラズム官僚とカーンと繋がるホラーサーン官僚の相克の上に成り立つイラン総督府が出来上がったと言える。イラン問題に関するサライのジョチ家当主とカラコルムのカーンの対立は、サライとタブリーズのイル・カン（フレグ・ウルス君主）の対立という形でフレグ・ウルス時代にも持ち込まれた。

## 歴代総督
1. チン・テムル
2. ノサル
3. クルクズ
4. アルグン・アカ

## モンゴル帝国の三大外地属領
- ヒタイ総督府（燕京等処行尚書省）
- トルキスタン総督府（別失八里等処行尚書省）
- イラン総督府（阿母河等処行尚書省）